# Zyngierówka
Zyngierówka – wieś w Polsce położona w województwie lubelskim, w powiecie chełmskim, w gminie Rejowiec.
| SIMC    | Nazwa   | Rodzaj    |
| ------- | ------- | --------- |
| 0105816 | Felczyn | część wsi |

W latach 1975–1998 miejscowość administracyjnie należała do województwa chełmskiego. Od 1 stycznia 2006 wchodzi w skład powiatu chełmskiego (przedtem krasnostawskiego). 
Wieś jest sołectwem w gminie Rejowiec. Według Narodowego Spisu Powszechnego (III 2011 r.) liczyła 124 mieszkańców i była siedemnastą co do wielkości miejscowością gminy Rejowiec.

## Historia
Według Słownika geograficznego Królestwa Polskiego z roku 1883 Zyngierówka wchodziła w skład dóbr Krzywowola, posiadała 23 osady z gruntem 317 mórg.(Patrz opis dóbr Krzywowola w SgKP t.IV s. 813) W roku 1827 wieś nosiła nazwę  „Zyngorówka Maydan”, natomiast w 1895 r. „Zingierówka”.